# Nagyrév, Jász-Nagykun-Szolnok
Nagyrév  este un sat în districtul Kunszentmárton, județul Jász-Nagykun-Szolnok, Ungaria, având o populație de 692 de locuitori (2011). 

## Demografie
Componența etnică a satului Nagyrév
     Maghiari (98%)
     Germani (2%)
Componența confesională a satului Nagyrév
     Fără religie (18,21%)
     Romano-catolici (15,61%)
     Reformați (14,31%)
     Luterani (1,45%)
     Necunoscută (50,43%)
     Alte religii (1,01%)
Conform recensământului din 2011, satul Nagyrév avea 692 de locuitori. Din punct de vedere etnic, majoritatea locuitorilor (98,0%) erau maghiari, cu o minoritate de germani (2,0%). Nu există o religie majoritară, locuitorii fiind persoane fără religie (18,21%), romano-catolici (15,61%), reformați (14,31%) și luterani (1,45%). Pentru 50,43% din locuitori nu este cunoscută apartenența confesională.